# Bolanjāb
Bolanjāb (persiska: بلنجاب) är en ort i Iran.   Den ligger i provinsen Khorasan, i den östra delen av landet, 800 km öster om huvudstaden Teheran. Bolanjāb ligger 2 022 meter över havet och antalet invånare är 154.
Terrängen runt Bolanjāb är kuperad västerut, men österut är den platt. Runt Bolanjāb är det glesbefolkat, med 12 invånare per kvadratkilometer. Närmaste större samhälle är Naqenj, 9,2 km öster om Bolanjāb. Omgivningarna runt Bolanjāb är i huvudsak ett öppet busklandskap.